# Уильямсон (округ, Иллинойс)
Уильямсон, также Ви́льямсон (англ. Williamson County) — округ в штате Иллинойс, США. Официально образован в 1839 году. Расположен в южной части Иллинойса. По переписи населения 2020 года в нем проживало 67 153 человека, крупнейшим населённым пунктом и центром округом является город Марион. Округ Уильямсон входит в статистический район Карбондейл-Марион (штат Иллинойс). Этот район Южного Иллинойса местные жители называют «Маленьким Египтом». Уильямсон быстрорастущий округ в районе Метро-Лейкленд расположенный в 142 км к юго-востоку от Сент-Луиса (штат Миссури), связанный с ним через близлежащее пересечение межштатных автомагистралей 57 и 24 и главной четырехполосной скоростной автомагистрали Иллинойс 13.

## География
По данным Бюро переписи США, общая площадь округа равняется 1 149,961 км2, из которых 1 087,801 км2 — суша, и 24,000 км2, или 5,400 % — это водоёмы.

## Население
По данным переписи населения 2000 года в округе проживает 61 296 жителей в составе 25 358 домашних хозяйств и 16 964 семей. Плотность населения составляет 56,00 человек на км2. На территории округа насчитывается 27 703 жилых строений, при плотности застройки около 25,00-ти строений на км2. Расовый состав населения: белые — 95,34 %, афроамериканцы — 2,49 %, коренные американцы (индейцы) — 0,27 %, азиаты — 0,50 %, гавайцы — 0,03 %, представители других рас — 0,38 %, представители двух или более рас — 0,98 %. Испаноязычные составляли 1,24 % населения независимо от расы.
В составе 29,50 % из общего числа домашних хозяйств проживают дети в возрасте до 18 лет, 53,40 % домашних хозяйств представляют собой супружеские пары, проживающие вместе, 10,20 % домашних хозяйств представляют собой одиноких женщин без супруга, 33,10 % домашних хозяйств не имеют отношения к семьям, 28,90 % домашних хозяйств состоят из одного человека, 13,30 % домашних хозяйств состоят из престарелых (65 лет и старше), проживающих в одиночестве. Средний размер домашнего хозяйства составляет 2,35 человека, и средний размер семьи — 2,89 человека.
Возрастной состав округа: 22,90 % — моложе 18 лет, 8,60 % — от 18 до 24, 27,90 % — от 25 до 44, 24,10 % — от 45 до 64, и 24,10 % — от 65 и старше. Средний возраст жителя округа — 39 лет. На каждые 100 женщин приходится 93,90 мужчин. На каждые 100 женщин старше 18 лет приходится 91,70 мужчин.
Средний доход на домохозяйство в округе составлял 31 991 USD, на семью — 40 692 USD. Среднестатистический заработок мужчины был 32 386 USD против 21 570 USD для женщины. Доход на душу населения составлял 17 779 USD. Около 11,40 % семей и 14,60 % общего населения находились ниже черты бедности, в том числе — 19,60 % молодежи (тех, кому ещё не исполнилось 18 лет) и 10,60 % тех, кому было уже больше 65 лет.